# 安娜·克鲁斯
安娜·克鲁斯（西班牙語：Anna Cruz，1986年10月27日—），西班牙女子篮球运动员。她曾代表西班牙国家队参加2016年夏季奥林匹克运动会女子篮球比赛，获得一枚银牌。